# Behind You
Behind You (너의 뒤에서?, Na-ui dwi-eseoLR) è un brano musicale del cantante sudcoreano J.Y. Park, pubblicato nel 1994 come parte del suo album di debutto Blue City.

## Descrizione
La canzone, caratterizzata da sonorità R&B e k-pop, è stata scritta da J.Y. Park in collaborazione con Kim Hyeong-seok. Behind You è una ballata che mette in evidenza le capacità vocali di Park e il suo stile musicale distintivo.

## Esecuzioni dal vivo
J.Y. Park ha eseguito Behind You in vari programmi musicali, tra cui una performance del 28 aprile 1995 al MBC Top Music.